# Takumi Miyayoshi
Takumi Miyayoshi (宮吉 拓実 Miyayoshi Takumi?), född 7 augusti 1992 i Shiga prefektur, är en japansk fotbollsspelare.
Miyayoshi började sin karriär 2008 i Kyoto Sanga FC. 2014 blev han utlånad till Kataller Toyama. Han gick tillbaka till Kyoto Sanga FC 2015. Han spelade 139 ligamatcher för klubben. 2016 flyttade han till Sanfrecce Hiroshima. Efter Sanfrecce Hiroshima spelade han för Hokkaido Consadole Sapporo och Kyoto Sanga FC.